# Walisische Badmintonmeisterschaft 2003
Die Walisische Badmintonmeisterschaft 2003 fand in Wrexham statt. Es war die 51. Austragung der nationalen Titelkämpfe im Badminton in Wales.

## Titelträger
| Disziplin    | Sieger                            |
| ------------ | --------------------------------- |
| Herreneinzel | Irwansyah                         |
| Dameneinzel  | Kelly Morgan                      |
| Herrendoppel | Matthew Hughes Martyn Lewis       |
| Damendoppel  | Joanne Muggeridge Felicity Gallup |
| Mixed        | Matthew Hughes Joanne Muggeridge  |